# Île Verte (Neukaledonien)
Die Île Verte ist eine Koralleninsel in der Bucht von Bourail im französischen Überseegebiet Neukaledonien. Der üppige Trockenwald verleiht ihr den Namen „Grüne Insel“. Sie liegt im Naturreservat Réserve naturelle de l’Île Verte. Es stellt aufgrund seiner reichen Meeresfauna und Korallenformationen ein beliebtes Ziel für Schnorchler und Taucher dar. Vor der Insel befindet sich auch einer der wenigen Surfspots von Neukaledonien.
Das Schutzgebiet beherbergt die Grüne Meeresschildkröte und das Seeschwein. Zu den häufigsten Fischarten gehören Blaupunktrochen, Braunkopf-Plattkopf, Epinephelus, Gefleckter Adlerrochen, Großer Barrakuda, Napoleonfisch, Silberspitzenhai, Stachelmakrelen, Wahoo und Zebrahai.
Ein Teil der Insel ist für die Öffentlichkeit gesperrt, um einer bedeutenden Zahl von Seevögeln Schutz zu bieten. Sie ist mit einer 20-minütigen Bootsfahrt von der Plage de la Roche Percée zu erreichen. In den vergangenen Jahren kam es vor der Insel gelegentlich zu Angriffen von Tigerhaien, einer im Jahr 2009 war tödlich.